# Eusidama minima
Genre
Espèce
Eusidama minima, unique représentant du genre Eusidama, est une espèce d'opilions laniatores de la famille des Assamiidae.

## Distribution
Cette espèce est endémique de la région du Kilimandjaro en Tanzanie. Elle se rencontre sur le Kilimandjaro.

## Description
Le syntype mesure 3 mm.

## Publication originale
- Roewer, 1913 : « Arachnides. I Opiliones. » Résultats scientifiques du voyage de Ch. Alluaud et R. Jeannel en Afrique Orientale (1911–1912). Paris, p. 1–22.